# Hemerobius signatus
Hemerobius signatus är en insektsart som beskrevs av Krüger 1922. Hemerobius signatus ingår i släktet Hemerobius och familjen florsländor. Inga underarter finns listade i Catalogue of Life.